# Oeneis alberta
Espèce
Oeneis alberta est une espèce d'insectes lépidoptères (papillons) appartenant à la famille des Nymphalidae à la sous-famille des Satyrinae et au genre Oeneis.

## Dénomination
Oeneis alberta a été nommée par Henry John Elwes en 1893.

### Sous-espèces
- Oeneis alberta alberta
- Oeneis alberta capulinensis F.M. Brown, 1970
- Oeneis alberta daura (Strecker, 1894)
- Oeneis alberta oslari Skinner, 1911[1].

### Noms vernaculaires
Oeneis alberta se nomme Alberta Arctic en anglais.

## Description
Oeneis alberta est de couleur marron jaunâtre. L'aile antérieure de couleur unie porte une ligne submarginale de quatre ocelles marron parfois pupillés. L'aile postérieure, un peu marbrée ne présente que deux ocelles plus petits.
Le revers des antérieures est semblable, celui des postérieures est striée de marron ce qui forme une alternance de bandes plus foncées et plus claires,.

### Chenille
La chenille de couleur marron est ornée d'une bande noire sur le dos et de bandes verdâtres sur les flancs.

## Biologie

### Période de vol et hivernation
Oeneis alberta vole en une génération en mai et juin.
Oeneis alberta hiverne au stade de chenille mature.

### Plantes hôtes
Les plantes hôtes sont des Poaceae et des Festuca.

## Écologie et distribution
Il est présent dans le nord-ouest de l'Amérique du Nord au Canada au Manitoba, Saskatchewan, en Alberta et Colombie-Britannique aux USA dans les états du Montana, Dakota du Nord et sous forme d'isolats dans le Wyoming, le Colorado, l'Arizona et le Nouveau-Mexique,.

### Biotope
Il réside dans des prairies.

### Protection
Pas de statut de protection particulier.